# Pierre-Yves Ginet
 (septembre 2023).
Si vous disposez d'ouvrages ou d'articles de référence ou si vous connaissez des sites web de qualité traitant du thème abordé ici, merci de compléter l'article en donnant les références utiles à sa vérifiabilité et en les liant à la section « Notes et références ».
Pour les articles homonymes, voir Ginet.
Pierre-Yves Ginet, né au Coteau (Loire), le 5 juin 1967, est un journaliste, auteur et expert spécialiste des questions relatives à l’égalité femmes-hommes.

## Biographie
Pierre-Yves Ginet est l’aîné d’une famille de quatre enfants. Après une enfance passée à Roanne, puis à Saint-Raphaël, il s’installe à Lyon, pour ses études. Il obtient une maîtrise en sciences et techniques comptables et financières à l’IAE, puis rejoint le cabinet d’audit international Price Waterhouse, en 1989. Trois ans plus tard, il est recruté par Hewlett Packard, sur le site industriel de L’Isle-d’Abeau, en tant qu’analyste financier.

### 1998-2014: Femmes en résistance
En 1998-1999, Pierre-Yves Ginet abandonne cette carrière d’analyste financier pour devenir grand reporter indépendant à temps plein. Après quelques années dédiées au Tibet, il se consacre pendant 16 ans à un travail approfondi dédié aux combats et luttes menés par des femmes dans le monde : de 1998 à 2014, il a réalisé une trentaine de reportages sur ce thème, dans des pays très divers, la plupart répertoriés dans l’ouvrage Femmes en résistance, paru en 2009. Citons, parmi d’autres reportages, ses travaux les plus marquants réalisés en Afghanistan, au Soudan sur la guerre au Darfour, en République démocratique du Congo, sur le viol comme arme de guerre, avec la Synergie des femmes victimes de violences, au Pérou, sur la lutte des femmes stérilisées entre 1995 et 2000 ou en France, avec la marche des femmes des quartiers, en 2003.
Témoignant de ces luttes, son travail de photojournaliste a été exposé à de nombreuses reprises, en France et dans une quinzaine de pays, attirant des centaines de milliers de personnes. Ses expositions les plus marquantes en France ont été celles présentées au Centre d’Histoire de la Résistance et de la Déportation, de Lyon, en 2006 et l’église des Célestins, à Avignon, en 2015.

### Engagement associatif et professionnel
En parallèle, Pierre-Yves Ginet est l’un des fondateurs de l’association Femmes ici et ailleurs, née à Lyon, en 2003. Cette association œuvre depuis son origine pour diffuser la culture de l’égalité femmes-hommes, en mettant surtout en lumière des femmes agissantes en France et dans le monde, du passé ou du présent, souvent inconnues.
L'association Femmes ici et ailleurs mène des actions de sensibilisation et d'éducation auprès du grand public, des jeunes et du monde de l'entreprise. Ses créations d’expositions pédagogiques, auxquels Pierre-Yves Ginet participe activement, sont la principale marque de fabrique de l’association. Depuis 2003, ses supports ont permis de sensibiliser plus d’un million de personnes, en grande partie de jeunes, aux questions d’égalité et de la place des femmes dans nos sociétés.
Au sein de cette structure, Pierre-Yves Ginet sera à l’initiative du lancement du magazine Femmes ici et ailleurs, en 2012, titre de presse écrite repris ensuite par Les Éditions du 8 mars, dont il sera l’un des cofondateurs, en 2016. Il en sera co-rédacteur en chef tout au long des 52 numéros du magazine, pendant dix ans, jusqu’à la liquidation judiciaire de l’entreprise, en décembre 2022. Ce magazine a été élu « magazine de l’année », lors du challenge TopCom, en 2016.
Pierre-Yves Ginet a été nommé membre du Haut Conseil à l’Égalité entre les femmes et les hommes, par le Premier ministre en 2016, siège qu’il a occupé jusqu’en 2019. Il est également membre du conseil d’administration du Laboratoire de l’Égalité, d’Empow’her et de la Fondation Raja-Danièle Marcovici.
Pierre-Yves Ginet est aujourd’hui consultant égalité pour le réseau FHinkEgal·e, intervenant dans diverses entreprises autour, notamment, des questions de culture de l’égalité dans le monde du travail et de communication. Fort de ses réseaux nationaux et internationaux, il organise par ailleurs des événements en lien avec l’égalité femmes-hommes, pour des institutions, des collectivités territoriales et des entreprises.

### Distinctions
- Nommé chevalier de l’Ordre national du Mérite en 2018.
- Lauréat 2014 du Cénacle européen Léopold Sédar Senghor des Arts et des Lettres (Prix photographique Charles Ciccione).

## Ouvrages
- Femmes en résistance, Ed. Verlhac, 2009 – Préface Taslima Nasreen – Avant-propos de Marie-José Chombart de Lauwe
- Femmes kurdes de Turquie, Ed. Clara, 2004, avec Elsa Le Pennec
- Tibet, un peuple en sursis, de Claude B. Levenson, Actes Sud, 2000
- Tibet en exil, mythes et réalités, Golias, 2000
- Ladakh, lumières tibétaines, Ed. Points de suspension, 1999
- Tibet, sur les pas d'Alexandra David-Néel, Ed. Les Creations du Pelican, 1998